# Marcipalina submarginalis
Marcipalina submarginalis is een vlinder uit de familie spinneruilen (Erebidae). De wetenschappelijke naam is voor het eerst geldig gepubliceerd in 1930 door Gaede.
De soort komt voor in tropisch Afrika.